# Atanasia Ionescu

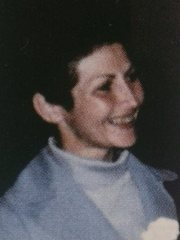
Atanasia Ionescu

Atanasia Ionescu, nach Heirat Atanasia Albu, (* 19. März 1935 in Ploiești; † 1990) war eine rumänische Kunstturnerin.
Ionescu gehörte ab 1957 zur rumänischen Nationalmannschaft. Bei den Turn-Weltmeisterschaften 1958 gewannen die Rumäninnen hinter der Sowjetunion und der Tschechoslowakei Bronze.
1960 nahm Ionescu an den Olympischen Spielen in Rom teil. Mit Sonia Iovan, Elena Leuștean, Emilia Liță, Elena Niculescu und Uta Poreceanu gewann sie die Bronzemedaille, wieder hinter der Sowjetunion und der Tschechoslowakei. Außerdem erreichte Ionescu Platz 21 im Einzel-Mehrkampf. Bei ihren zweiten Olympischen Spielen 1964 in Tokio wurde Ionescu mit der rumänischen Mannschaft Sechste.
Nach ihrer aktiven Laufbahn arbeitete Ionescu an einer Universität. Aber auch dem Turnen blieb sie als Trainerin, u. a. von Nadia Comăneci und Aurelia Dobre, und Kampfrichterin erhalten.